# مارك غان (موسيقي)
مارك غان (بالإنجليزية: Marc Gunn)‏ هو موسيقي أمريكي، ولد في 17 مارس 1972.

## وصلات خارجية
- مارك غان على موقع ميوزك برينز (الإنجليزية)
- مارك غان على موقع ديسكوغز (الإنجليزية)